# تاريخ مدينة المهدية (المغرب)

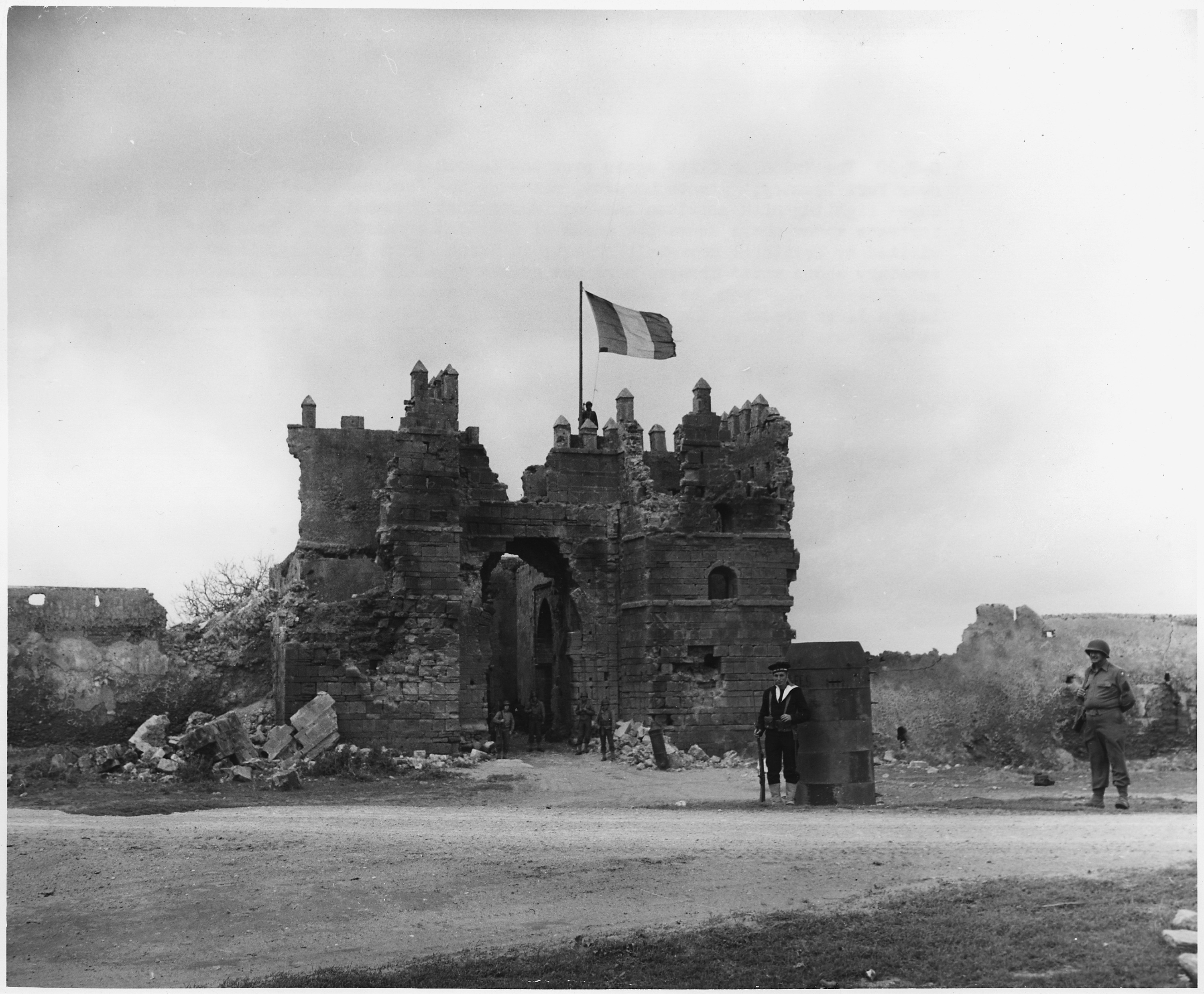
الاحتلال الفرنسي لموقع المهدية

المهدية هي مدينة مغربية ساحلية داخل مجال عمالة القنيطرة، على مصب نهر سبو، بجهة الغرب الشراردة بني حسن. عرف موقع المهدية (الذي سمي أيضا بالمعمورة) منذ القرن الخامس ق.م، ومنذ القرن الثاني عشر،
اشتهرت بقصبتها العسكرية، التي شيدها يعقوب المنصور الموحدي، وبمينائها العسكري الذي كان مصنعا ومنطلقا للسفن الموحدية المتجهة نحو الأندلس. تناوب على احتلالها بعد ذلك البرتغاليون (1515) والقراصنة الأوروبيون (الهولنديون والفلامانيون) في نهاية القرن 16، ثم الإسبان سنة 1614، قبل أن يسترجعها السلطان العلوي مولاي إسماعيل سنة 1681

## من العصور القديمة إلى القرن 16
يجد المؤرخون صعوبة في إعادة تشكيل التسلسل التاريخي لتسميات ومواقع الحواضر والموانئ النهرية التي شيدت في منطقة مصب نهر سبو. عرفت منطقة المصب بأهميتها الاستراتيجية والاقتصادية لدى مختلف الحضارات المتعاقبة، بفضل سهولة الملاحة النهرية (التي تمتد على مسافة 80 كلم من المجرى النهائي للنهر)، وأيضا لتواجد المنطقة في محيط غابوي مهم (غابة المعمورة)، التي وفرت المواد الأولية لصناعة السفن من أخشاب وحبال؛ إضافة إلى دورها التاريخي كمركز للتجارة وتصدير المنتجات الزراعية لمنطقة الغرب.
يرجح المؤرخون بأن تكون المهدية هي حاضرة تيمياطريا (و تعني الطبق الخزفي) التي شيدها المستكشف القرطاجي حانون في القرن الخامس ق.م، على مصب نهر سبو. في القرن الأول، شيد الرومان ميناء ثاموسيدا النهري (المتواجد على مسافة 23 كلم من المهدية)، والذي كان المنفذ البحري لمدينة وليلي، وظل نشيطا إلى غاية سنة 282 م، أما موقع المهدية، الحالية فعرف لدى الرومان بتسمية سوبور.
أقدم الإشارات التاريخية العربية للموقع ترجع إلى القرن العاشر الميلادي، بأسماء «المعمورة» أو «الحلق» أو «حلق سبو». ذكر لابن عذاري المراكشي|ابن عذاري المراكشي اسم «المعمورة» في كتابه «المعجب في تلخيص أخبار المغرب» كتسمية لمصب نهر سبو في المحيط الأطلسي. يرجع بعض المؤرخين (و ضمنهم أبو القاسم الزياني) تأسيس المدينة إلى بني يفرن، في القرن العاشر الميلادي، قبل أن يبسط المرابطون حكمهم على منطقة الغرب الإسلامي.
ورد ذكرها في كتاب «الحلل الموشية» كمكان لقاء الملك المرابطي يوسف بن تاشفين بأمير غرناطة المعتمد بن عباد. انطلاقا من العصر الموحدي، في القرن 12، أصبحت المعمورة ميناء عسكريا مهما، ومنطلقا للحملات العسكرية على الأندلس، حيث قام عبد المومن بن علي ببناء 120 مركبا بها؛ وعلاوة على دورها العسكري، استمرت في لعب دور نقطة التبادل والتواصل التجاري والدبلوماسي مع الأوروبيين.
خلال العهد المريني، تم تدمير المدينة خلال الحرب الأهلية التي عرفها المغرب خلال عهد الملك المريني أبو سعيد عثمان بن أحمد (1398-1421). استمرت المنطقة خالية من أي مظهر عمراني، إلى غاية الاحتلال البرتغالي سنة 1515.

## بين القرنين 16 و18
في سنة 1515، في عهد الملك البرتغالي مانويل الأول، وفي سياق احتلالهم لمجموعة من المواقع الأطلسية المغربية، احتل البرتغاليون موقع المعمورة وقاموا بتحصينه بأسوار دفاعية، وسموها ساو جواو دا مامورا (بالبرتغالية: Sao Joao Da Maamora‏). مكثت تجريدة القائد البرتغالي أنطونيو دي مورونيا، 46 يوما فقط في الموقع، قبل أن يتم القضاء عليها من طرف الجيش الوطاسي لمحمد البرتقالي، في تدخل أسفر عن مقتل 4000 جندي برتغالي.
أصبحت المعمورة نقطة انطلاق أنشطة قرصنة بحرية، في نهاية القرن السادس عشر، وجذبت قراصنة فلامانيين وهولنديين وإنجليز، استفادوا من التحصين الطبيعي للميناء النهري. من أشهر القراصنة الذين كانوا ينشطون في المنطقة القبطان الإنجليزي هنري ماينورينغ. أثرت أنشطة القرصنة على الملاحة التجارية الإسبانية، مما دفع الإسبان لاحتلال العرائش في 1610، ثم مهاجمتهم للمعمورة في 1614، بدعم من الأسطول الهولندي الذي حاصر الموقع من جهة البحر. احتل الإسبان الموقع وغيروا اسمه إلى سان ميغيل دي أولطرامار (بالإسبانية: San Miguel de Ultramar)‏، وثبتوا حامية عسكرية ب 1500 جندي. كانت الدولة المغربية في تلك الفترة تمر بمرحلة ضعف داخلي، تلت وفاة أحمد المنصور الذهبي، واندلاع حرب أهلية بين زيدان الناصر والشيخ المأمون حول الحكم، وكان تسليم الثغور للإسبان ثمنا لدعم الإسبان لطرفي الصراع في مراحل مختلفة.
امتد الوجود الإسباني في المعمورة بين 1614 و1681، ورغم ضعف الدولة المركزية بالمغرب خلال هذه الفترة، إلا أن الوجود الإسباني لم يكن مستقرا، إذ تمكن محمد العياشي، الذي كان يتخذ من سلا منطلقا لعملياته العسكرية، من محاصرة الإسبان وهزيمتهم بالمعمورة، بدعم من موريسكيي قصبة الأوداية والقراصنة الإنجليز. سيطر العياشي لفترة قصيرة على الموقع، قبل أن تختل من جديد التحالفات السياسية في مصب نهر أبي رقراق، بعد انفصال جمهورية بورقراق، ليتخلى عن الموقع لفائدة الإسبان.
استمرت المحاولات المغربية لاسترجاع الموقع، طيلة القرن السابع عشر، وبلغت ذروتها في عهد السلطان مولاي إسماعيل. كانت مجموعة من الفرق العسكرية ترابط في موقع المهدية وتخوض مناوشات عسكرية مع الحامية الإسبانية، من أهمها التجريدة السلاوية بقيادة أحمد حجي، وتجريدة الفحص والريف بقيادة عمر بن حدو البطيوي. في 1681، دخل مولاي إسماعيل القصبة وسماها المهدية، نظرا لأهمية الغنائم التي وجدت في الموقع. بعد استرجاعها، عين علي بن حدو الريفي قائدا على المهدية، وقام بتعميرها عبر بناء مسجد وقصر وحمام وسجن، وتحولت إلى قصبة مخزنية مهمة مهمتها نأمين الطرق التجارية بين فاس ومكناس إلى مراكش، عبر الرباط وسلا.

## بين القرنين 18 و20
في عهد السلطان مولاي سليمان، الذي عرف سياسة احترازية صارمة، تم إيقاف أنشطة الأساطيل المغربية، حتى لا تكون ذريعة للاحتلال الأوروبي، وكان ميناء المهدية من بين المواقع التي تم إغلاقها، سنة 1795، مما أدى إلى تراجع أهمية هذه الحاضرة.
في 1912، كانت المهدية نقطة إنزال للقوات الفرنسية المحتلة للمغرب، بعد توقيع معاهدة الحماية. بعد بناء مدينة القنيطرة، سنة 1913، من طرف الفرنسيين (و التي كانت تسمى ميناء ليوطي)، أصبح لموقع المهدية مكانة ثانوية وهامشية بين حواضر منطقة مصب نهر سبو.
في 1942، وخلال الحرب العالمية الثانية، قامت قوات الحلفاء بإنزال 9000 جندي، عبر 19 ناقلة، في موقع المهدية، في إطار عملية الشعلة.